# Aneta Stankiewicz
Aneta Stankiewicz (ur. 10 lutego 1995 w Bydgoszczy) – polska strzelczyni specjalizująca się w strzelaniu z karabinu, brązowa medalistka mistrzostw Europy, złota medalistka uniwersjady.

## Życiorys
Aneta jest studentką Uniwersytetu Kazimierza Wielkiego w Bydgoszczy na kierunku wychowanie fizyczne.
W 2019 roku zdobyła złoty medal na uniwersjadzie w Neapolu w klasyfikacji drużynowej w strzelaniu z karabinu pneumatycznego z Katarzyną Komorowską i Natalią Kochańską. W finale zawodów indywidualnych zajęła czwartą pozycję.
Następnego roku zdobyła brązowy medal mistrzostw Europy we Wrocławiu w zawodach drużynowych karabinu pneumatycznego razem z Agnieszką Nagay i Natalią Kochańską. W pojedynku o trzecie miejsce wygrały z reprezentantkami Francji 16–8. Indywidualnie zajęła piątą pozycję.